# Abdelmalek Alaoui
Pour les articles homonymes, voir Alaoui.
Moulay Abdelmalek Alaoui, né à Rabat en 1978, est un économiste, consultant, patron de presse, éditorialiste et auteur marocain spécialiste de l'intelligence économique. Il dirige Guepard Group, société de conseil en stratégie, et préside le think tank Institut Marocain d'Intelligence Stratégique (IMIS).

## Biographie
Abdelmalek Alaoui est le fils de Moulay Ahmed Alaoui, ministre d'État, proche et confident du roi Hassan II, et d'Assia Bensalah Zamrani, universitaire et ambassadrice itinérante du roi Mohammed VI.
Né à Rabat en 1978, Abdelmalek Alaoui est diplômé de l'École de guerre économique, de l'Institut d'études politiques de Paris et de HEC Paris (MBA).
En 2008, il fonde à Rabat le cabinet de conseil en stratégie spécialisé en intelligence économique Global Intelligence Partners qu'il cède à Mazars en 2015 pour fonder par la suite Guepard Consulting Group, baptisé en référence au roman de Giuseppe Tomasi di Lampedusa, un cabinet spécialisé dans la communication d’influence et le lobbying. Abdelmalek Alaoui a conseillé plusieurs grands patrons et acteurs publics marocains à l'instar de Mostafa Terrab (Groupe OCP), de Moulay Hafid Elalamy (Groupe Saham), de Abdeslam Ahizoune (Maroc Telecom) ou du ministre de l'agriculture Aziz Akhannouch.
Depuis 2015, il fait partie des Young Global Leaders du Forum de Davos. Depuis 2020, il est également membre de la task force sur le digital au sein de la Fondation Afrique-Europe. Abdelmalek est aussi un habitué du Forum économique mondial.
En outre, il lance le HuffPost Maroc en 2014 et préside La Tribune Afrique depuis 2016. Il est souvent invité dans les médias en tant qu'expert, il accorde des entretiens et publie régulièrement des tribunes dans la presse nationale comme Challenge, L'Économiste, L'Opinion, Telquel ou Le Matin ainsi que dans la presse étrangère et internationale comme Le Monde, Forbes, Le Point, Le JDD, Jeune Afrique ou La Tribune. Ses sujets de prédilection sont le dialogue et la coopération Nord-Sud et Sud-Sud, le développement économique en Afrique et les stratégies de croissance. 
Abdelmalek Alaoui est l'auteur de plusieurs ouvrages, d'essais politiques à succès et de best-sellers. Son ouvrage Le Temps du Continent (2017) reçoit le prix Spécial Turgot du livre économique francophone de l’année en 2018. Le jury du prix est présidé par Jean-Claude Trichet, ancien gouverneur de la Banque Centrale Européenne, et la cérémonie est présidée par le ministre français des finances Bruno Le Maire. Son ouvrage Le Temps du Maroc qui revient sur la gestion exemplaire de la crise pandémique par le Royaume est également un best-seller et le livre le plus vendu au Maroc en 2021.
En 2022, Abdelmalek Alaoui est réélu à la tête de l'Institut Marocain d'Intelligence Stratégique, un think tank consacré à l’étude des enjeux stratégiques du Maroc.

## Publications
- Intelligence économique et guerre secrète au Maroc, Éditions Alphée, 2009, 187 p. (ISBN 978-2753804081, présentation en ligne)
- Le temps du continent : Chroniques africaines 2016-2017, Cent Mille Milliards et Descartes & Cie, 2017, 180 p. (ISBN 979-1097455095, présentation en ligne) (prix Spécial Turgot du livre économique francophone de l’année 2018)
- Un chemin marocain : 1999-2019 : parcours d'un royaume en transformation, Cent Mille Milliards et Descartes & Cie, 2019, 297 p. (ISBN 9782850710407, présentation en ligne)
- Le temps du Maroc : 2020-2021, Résilience et émergence du royaume chérifien, Éditions La croisée des chemins, 2021, 362 p. (ISBN 978-9920753180, présentation en ligne)